# Parcul Tunku Abdul Rahman
Parcul Național Tunku Abdul Rahman (malaieză Taman Negara Tunku Abdul Rahman) cuprinde un grup de 5 insule situate la 3–8 km de orașul Kota Kinabalu, în statul Sabah, Malaysia. Parcul se întinde pe 4.929 de hectare, dintre care două treimi acoperă marea. Înainte de epoca glaciară, a făcut parte din masa de gresie și rocă sedimentară a lanțului muntos Crocker de pe continent. Cu toate acestea, în urmă cu aproximativ un milion de ani, topirea gheții a provocat modificări ale nivelului mării și părți ale continentului au fost despărțite de mare pentru a forma insulele Gaya, Sapi, Manukan, Mamutik și Sulug. Dovada acestui lucru poate fi văzută din gresia expusă a liniei de coastă care formează stâncile, peșterile, structurile sub formă de fagure și crăpăturile adânci de rocă. Parcul a fost numit după Tunku Abdul Rahman, primul prim-ministru al Malaeziei.
Stația de feriboturi pentru vizitatorii care călătoresc către insulele din Parcul Național Tunku Abdul Rahman este situată în centrul orașului Kota Kinabalu.

## Climat
Temperaturile sunt între 23,8 și 29,4 grade Celsius pe tot parcursul anului. Umiditatea rămâne relativ ridicată de-a lungul anului.

## Geologie
Insulele sunt acoperite de gresie cutată și rocă sedimentară și fac parte din formațiunea de roci a Munților Crocker de pe coasta de vest a statului Sabah. Spre sfârșitul erei glaciare, petrecut în urmă cu aproximativ un milion de ani, s-au produs modificări ale nivelului mării, ducând la separarea porțiunilor de continent de către mare, formând astfel insulele de astăzi. Coastele majorității acestor insule încă prezintă aflorimentele de gresie expuse formând stânci, peșteri, formațiuni în formă de fagure și crevase adânci de-a lungul țărmului.

## Insula Gaya

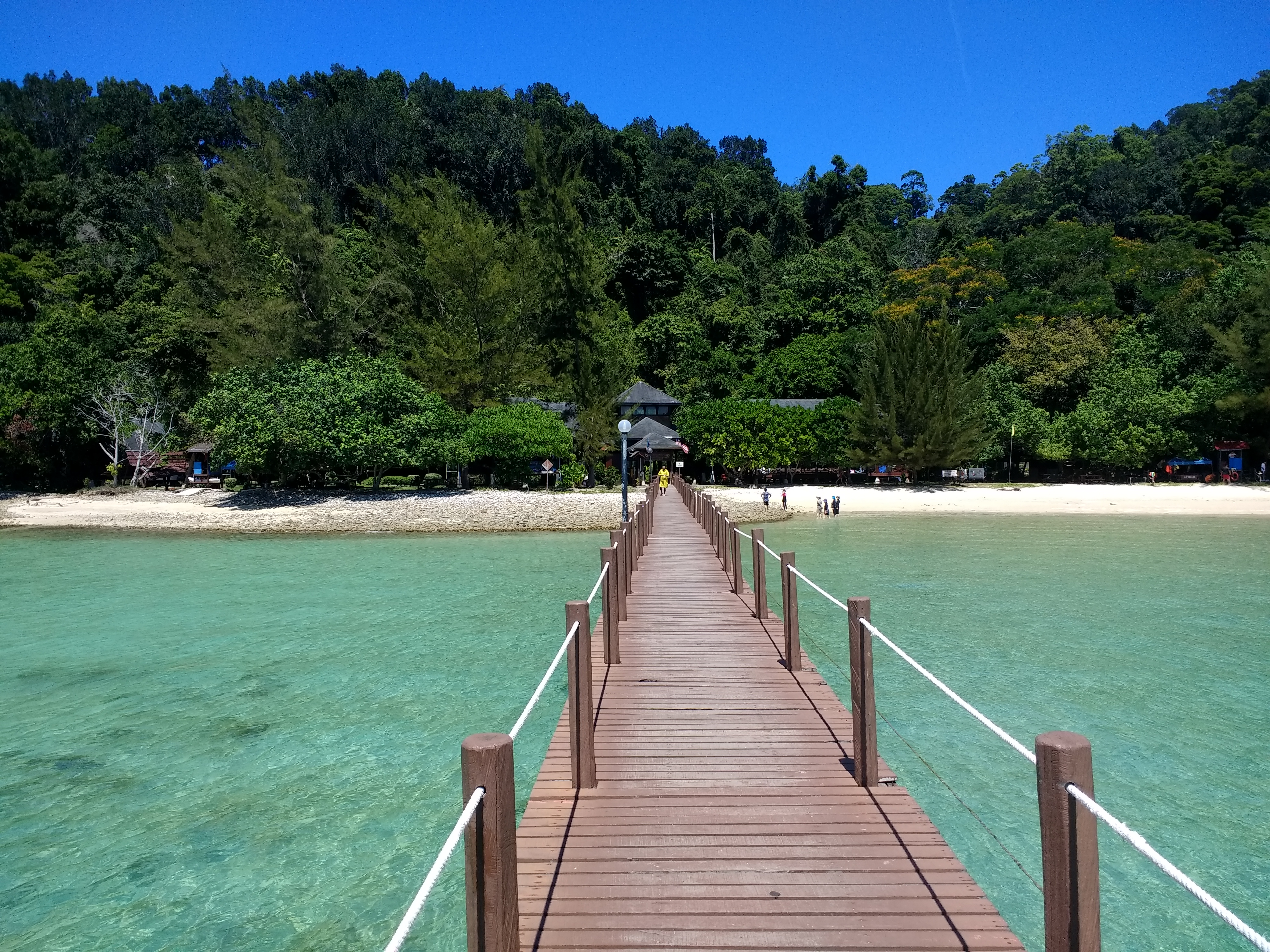
Insula Gaya

Insula Gaya și-a derivat numele de la cuvântul din limba Bajau „Gayo”, care înseamnă mare și ocupă o suprafață de 15 km2  cu o altitudine de până la 300 de metri. Mai multe culmi se ridică la peste 180 m, atingând vârful la 300 m, de-a lungul insulei Gaya.
Insula Gaya este cea mai mare insulă din parc, cea mai apropiată de centrul orașului Kota Kinabalu (KK) și este acoperită cu o pădure virgină densă tropicală. Este rezervație forestieră din 1923. Insula are 20 km de trasee de drumeții, două stațiuni de 5 stele și găzduiește Centrul de Cercetare în Ecologie Marină în partea de nord-est a insulei.
O altă stațiune este în curs de construcție pe ceea ce era golful Hornbill.
Insula Gaya găzduiește și un sat foarte mare (și în creștere), situat chiar vizavi de orașul KK. Acest sat este ocupat de imigranți ilegali din Filipine și este considerat de către poliție și localnicii KK o zonă periculoasă, de criminalitate ridicată.
Sabah Parks, organismul însărcinat cu protejarea Parcului Tunku Abdul Rahman, are sediul în partea de sud-est a insulei Gaya, în același golf cu stația de scufundări. O clădire de la marginea insulei Gaya, cea mai apropiată de insula Sapi, este, de asemenea, folosită de Sabah Parks și oferă o plajă mică și liniștită pentru uz public în scop recreațional.
Insula Gaya este cunoscută și pentru o plajă legendară din Golful Poliției. Întinderea de 400 de metri de nisip alb, se înclină ușor spre mare și face plaja din golful Poliției să fie ideală pentru înotul în apa limpede. Plaja golfului Poliției se află în fața unui complex de lux.
Recifele de corali de-a lungul întregii coaste a insulei Gaya sunt într-o stare excelentă, ceea ce o face o destinație surprinzător de bună pentru scufundări, având în vedere apropierea sa de orașul Kota Kinabalu.

## Insula Manukan

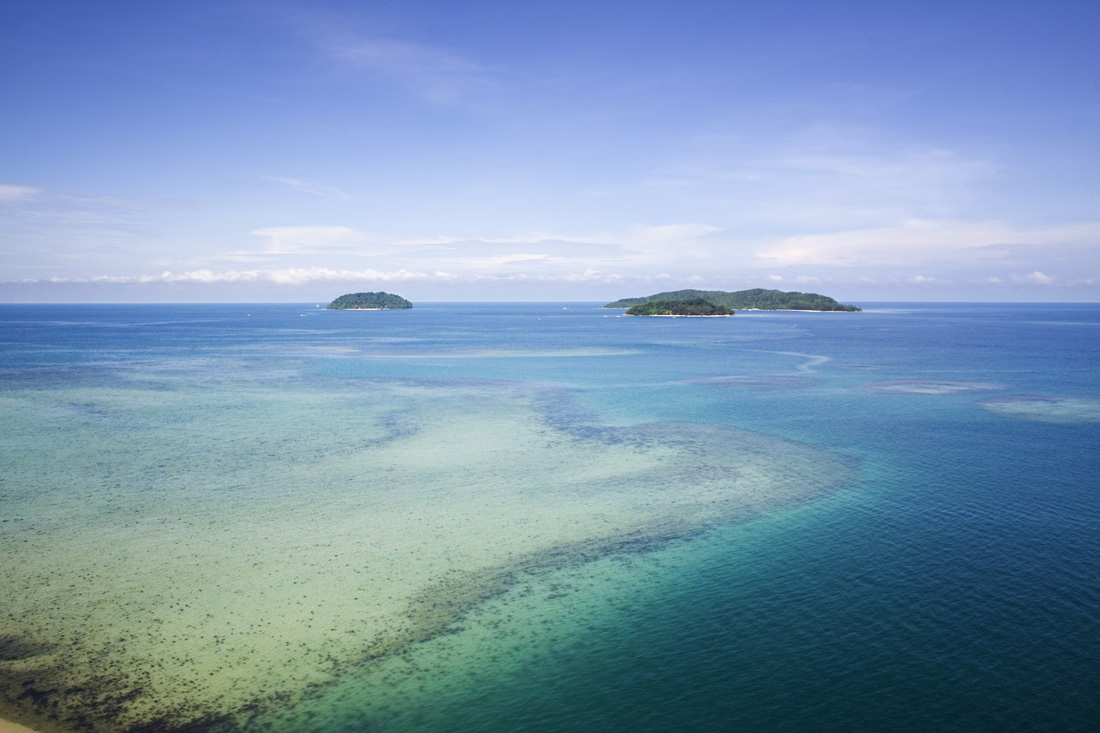
Insulele Sulug, Mamutik și Manukan

A doua insulă ca mărime din parc, Manukan este cea mai populară printre rezidenții Kota Kinabalu. Manukan are câteva întinderi bune de plaje pe coasta de sud. Cea mai bună plajă este în vârful estic al insulei. În largul coastei Manukan se află recife de corali, care sunt ideale pentru snorkelling, scufundări și înot.
Din cele 5 insule, Manukan are cele mai dezvoltate facilități turistice, care includ 20 de unități de cabane, un centru de zi, câteva restaurante și un centru de scufundări. Facilitățile de recreere includ o piscină, un teren de fotbal, terenuri de volei și terenuri Sepak Takraw. Facilitățile de infrastructură includ electricitate, stație de desalinizare, sistem de canalizare și chiar un telefon public alimentat solar. Este acoperită cu vegetație densă și are trasee de drumeții.

## Insula Mamutik
Cei 15 acri (6,1 ha) ai insulei fac din Mamutik cea mai mică din parc. În ciuda faptului că este cea mai mică, insula oferă câteva plaje bune și are recife de corali. De asemenea, are un debarcader, o reședință cu 3 dormitoare de închiriat și spații pentru personal la stația pădurarilor. Facilitățile includ vestiare, toalete, adăposturi pentru picnic, mese și gropi de grătar. Sunt disponibile apă proaspătă și electricitate. Coralii se află în vârful de nord-est al insulei. Plaja este stâncoasă, iar înotătorii trebuie să fie atenți la aricii de mare care există în număr mare pe lângă corali și pe stânci.

## Insula Sapi

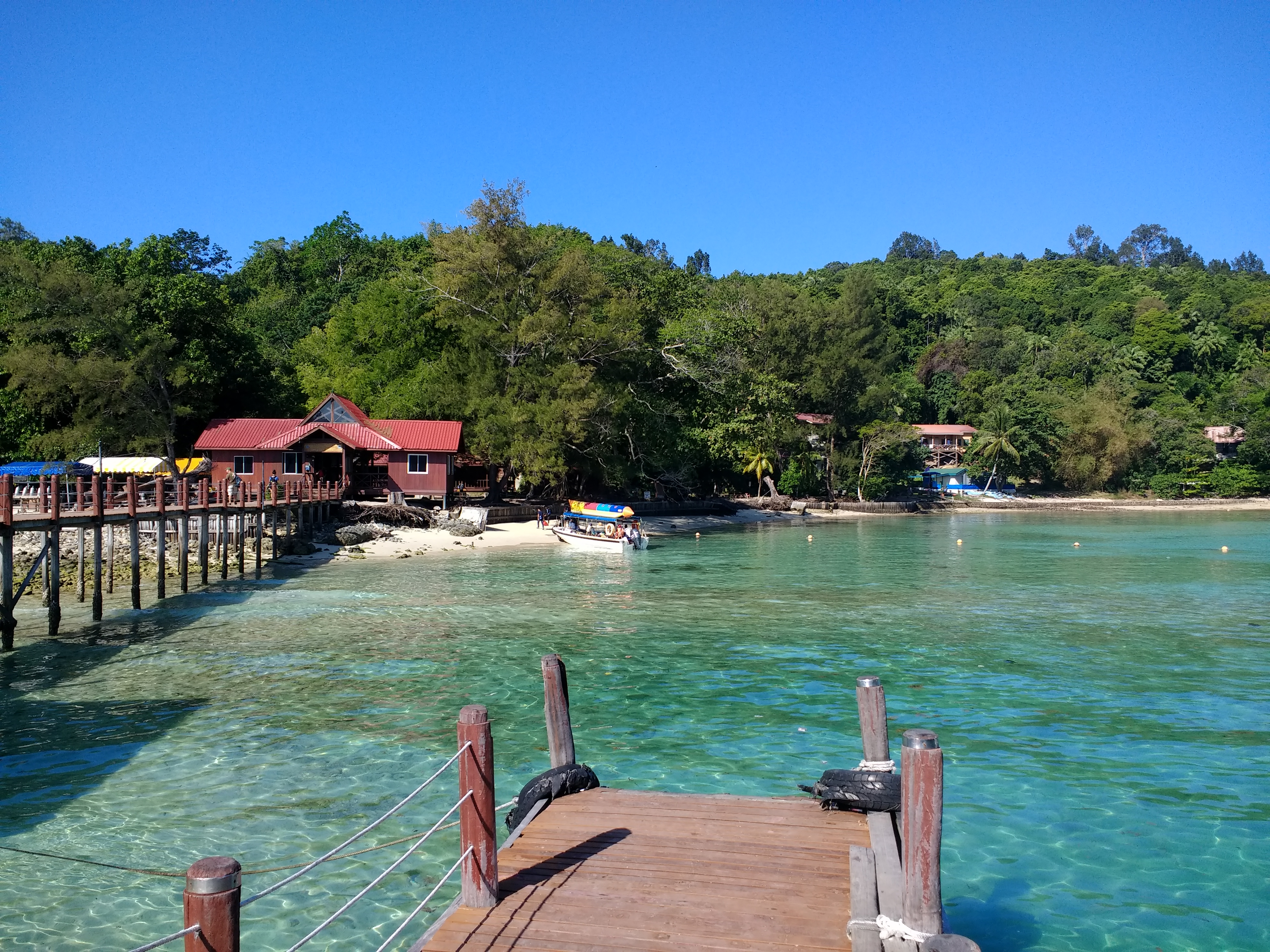
Insula Sapi

Insula Sapi, cunoscută literalmente sub numele de „Insula vacilor” în malaeză, se află chiar lângă vârful de sud-vest al insulei Gaya. Insula de 25 acri (10 ha) are una dintre cele mai frumoase plaje din parc și cea mai populară printre turiști pentru snorkelling și scuba diving. Între 10 am și 4 pm insula devine destul de plină cu turiști străini, dar după ce ultimul feribot pleacă devine o insulă liniștită, doar cu cei care stau peste noapte. Este dezvoltat cu facilități turistice ce includ un debarcader, adăposturi pentru picnic, gropi de grătar, mese, vestiare și toalete. Pădurea este locuită de macaci. Campingul și focurile de tabără sunt permise cu permisiunea paznicului parcului.

## Insula Sulug
Sulug este cea mai îndepărtată insulă dintre toate. Considerat relativ neatinsă, îndepărtată și nedezvoltată, insula de 20 acri (8,1 ha) este mai populară printre turiștii străini care preferă o atmosferă liniștită. Petice bune de recif se află de-a lungul capătului sudic al insulei.
În timpul formării, un perisip ieșit în ocean a format un deal rotund.

## Istorie
În 1882, compania britanică North Borneo a înființat o așezare comercială pe insula Gaya numită Api-Api. Așezarea a fost mutată ulterior pe continent și a fost numită Jesselton după Sir Charles Jessel. În 1968, Jesselton a fost redenumit Kota Kinabalu.
În 1974, cea mai mare parte a insulelor Gaya și Sapi a fost înregistrată sub numele de Parcul Tunku Abdul Rahman, acoperind o suprafață de 8.990 acri (36,4 km2). În 1979, parcul a fost mărit la 12.185 acri (49,31 km2) cu includerea celor trei insule din apropiere: Manukan, Mamutik și Sulug.